# Альбрехт Саксен-Виттенбергский
Альбрехт III Саксен-Виттенбергский (нем. Albrecht von Sachsen-Wittenberg; умер 28 июня 1385) — герцог Брауншвейг-Люнебурга с 1373 год. Поскольку Альбрехт происходил из младшей ветви Саксен-виттенбергского дома, он был безземельным, хотя и носил титул герцога Саксонского. Однако ситуация изменилась после смерти в 1369 году герцога Вильгельма II Брауншвейг-Люнебургского, не оставившего детей. Будучи внуком старшей дочери Альбрехт предъявил права на Люнебургское княжество, в чём его поддержал император Карл IV. Против этого решения выступил герцог Брауншвейга Магнус II, опираясь на закон наследования владений Вельфов. В итоге началась война за люнебургское наследство. После гибели в 1373 году Магнуса II его вдова Катарина уговорила несовершеннолетних сыновей заключить соглашение с Альбрехтом и его дядей, курфюрстом Саксонии Венцелем, по которому управление княжеством пожизненно остаётся в руках саксонских герцогов, а после их смерти переходит к сыновьям Магнуса II. Договор был подкреплён браками: Альбрехт женился на Катарине, а её двое старших сыновей должны были жениться на двух дочерях Венцеля.
В 1385 году Альбрехт погиб во время осады замка Риклинген. Наследников он не оставил, поэтому Люнебургское княжество перешло к его дяде Венцелю. В 1388 году один из сыновей Магнуса II возобновил войну за Люнебург против Венцеля, который во время неё умер, после чего княжество вернулось к Вельфам.

## Происхождение
Альбрехт происходил из Саксен-Виттенбергской ветви Асканиев. Его отец, Оттон Саксен-Виттенбергский, был одним из сыновей курфюрста Саксонии Рудольфа I, а матерью — Елизавета Брауншвейг-Люнебургская, дочь Вильгельма II, герцога Брауншвейг-Люнебургского.

## Биография
Год рождения Альбрехта неизвестен. Его отец умер в 1350 году. Происходя от младшего сына, Альбрехт не имел никаких владений, но пользовался титулом «герцог Саксонский» (нем. Herzog zu Sachsen).
Основная биография Альбрехта связана со спорами о наследовании герцогства Брауншвейг-Люнебург, который перерос в войну за люнебургское наследство. Герцог Брауншвейг-Люнебурга Вильгельм II был женат 4 раза, но не имел сыновей. У него родилось 2 дочери: от первого брака — Елизавета, мать Альбрехта, от второго — Матильда. Ещё при жизни третей жены герцог перестал надеяться, что у него будет мужское потомство, и задумался о том, кто наследует его герцогство. Первоначально он хотел подарить Брауншвейг-Люнебург Альбрехту и даже обратился к императору Карлу IV, чтобы получить его разрешение. Однако затем Вильгельм II отказался от этого намерения, возможно, опасаясь усиления влияния дядей внука, курфюрста Саксонии Рудольфа II и Венцеля. В апреле 1354 года герцог поставил условие, что его преемником должен стать тот, кого признают города Люнебург и Ганновер, но вскоре он стал испытывать сомнения в законности подобного решения.
Согласно инвеститурному договору 1235 года, который сформировал историческую и юридическую основу права наследования в доме Вельфов, пока в династии оставались мужчины, они имели преимущество перед женщинами. Раздел Брауншвейгского герцогства, осуществлённый в 1267 году, не был полным и окончательным разделом. 16 мая 1292 года отец Вильгельма II, и герцог Брауншвейга Альбрехт II Толстый заключили соглашение о наследстве, а 29 мая 1322 года уже сам Вильгельм II участвовал в заключении договора между Брауншвейгскими и Люнебургскими кузенами. В итоге герцог после переговоров с герцогом Брауншвейга Магнусом I смог найти решение, которое бы обеспечило наследование его владений Вельфами. 23 июня 1355 года он помолвил свою вторую дочь Матильду с Людвигом, младшим сыном Магнуса. По условиям заключённого договора Людвиг не только должен унаследовать свои земли, если Вильгельм II умрет, не оставив сыновей, но и должен быть поставлен во владение брауншвейгскими землями, пока его отец ещё жив, чтобы объединил в своих руках все владения Вельфов. В случае, если Людвиг умрет раньше него, герцог оставил за собой право выбрать преемника из числа других сыновей Магнуса. Свадьба состоялась после того, как 20 января 1359 года было получено папское разрешение на брак из-за близкого родства, но уже в 1355 году Людвиг был сделан соправителем в Люнебурге.
Подобные действия вызвали озабоченность у императора Карла IV, который считал, что Брауншвейг-Люнебургское герцогство после смерти Вильгельма II станет выморочным леном, который он имеет право пожаловать своей волей. В итоге 6 октября 1355 года в Праге он предоставил Альбрехту Саксен-Виттенбергскому и его дядям Рудольфу и Венцелю условное феодальное право Люнебургского княжества, причём сделал это без каких-либо ссылок на родственные права наследования. В это же время права на герцогство предъявил Оттон II фон Вальдек, который с 1339 года был женат на Матильде, дочери Оттона III, покойного брата Вильгельма II. Чтобы разрешить претензию, император присудил ему компенсацию в размере 100 000 марок — огромную сумму, которая могла бы составить стоимость половины княжества Люнебург. Но Вильгельм II отказался её выплачивать, поэтому 15 июля 1363 года был объявлен императорский запрет.
Попытки добиться соглашения были безрезультатными, Вильгельм II твёрдо пытался отстоять свою позицию. После того как осенью 1367 году умер Людвиг Брауншвейгский, он назначил в начале или середине октября 1367 года наследником Люнебурга его брата Магнуса II, а 19 апреля 1368 года назначил его управляющим герцогством.
Вильгельм II умер 23 ноября 1369 года. Незадолго до его смерти дочь, Матильда, и её второй муж Оттон I Шаумбургский отказались от претензий на Люнебург, однако Альбрехт и его дяди продолжили борьбу. В этом же году умер герцог Магнус I, которому наследовал Магнус II. Благодаря этому, а также союзу с другими князьями, он набрал большую силу. В то же время Магнус II потребовал с города Люнебурга и других городов герцогства уплаты крупной суммы денег и передаче ему городских привилегий, чем оттолкнул их жителей от себя.
Этим воспользовался Альбрехт, в итоге города, особенно Люнебург, стали его главными союзниками в борьбе за герцогство. 3 марта 1370 года император Карл IV вручил и его дядям Люнебургское княжество; это же пожалование было повторено после смерти в том же году курфюрста Рудольфа II. Кроме того, император объявил войну против Магнуса II.
Тем временем город Люнебург начал переговоры с саксонскими герцогами, потребовав для себя немалые выгоды, после чего теперь решительно отказались принять Магнуса II. Более того, жители города захватили Люнебургский замок и 2 февраля 1371 года открыли ворота герцогу Альбрехту. Вскоре после этого сдался ему Ильцен, а затем, после долгого колебания, его принял и Ганновер, причём жители этого города завоевали и разрушили располагавшийся рядом замок Лауэнроде. На претендента перешли и некоторые союзники и феодалы, в том числе и зять Магнуса II, граф Отто фон Шауэнбург, у которого он насильно удержал имущество жены. Чтобы заручиться поддержкой города Брауншвейга, герцогу пришлось пойти на значительные уступки. Утомление, вскоре наступившее с обеих сторон, вынудило заключить перемирие, которое, однако, нарушил Магнус II, который захватил 60 воинов противника. Кроме того, во время перемирия отряд герцога предпринял нападение на Люнебург, закончившееся полным провалом, причём многие рыцари попали в плен. В итоге война продолжилась.
Однако долго продолжать войну стороны не могли; обе стороны ощущали серьёзную нехватку денег, в первую очередь, в городе Люнебурге, поскольку война парализовала торговлю. В итоге после продолжительных переговоров 6 июля 1372 года в Люнебурге было достигнуто новое перемирие. Кроме того, стороны согласились передать решения спора на рассмотрение третейского суда, для которого император должен был определить место и дату. Карл IV назначил суд на 3 ноября в Пирне, но Магнус II на него не явился. В итоге император пожаловал княжество Люнебургское Альбрехту. Не согласившийся с этим Магнус II возобновил военные действия. 12 июля 1373 года его войска осадили замок Риклинген. В ответ Альбрехт захватил замок Паттенсен. Когда графы Шауэнбург и Эверштейн возвращались оттуда в свои владения, на них 25 июля около деревни Левесте напал Магнус II. В развязавшейся битве герцог получил смертельное ранение и на следующий день умер.
У Магнуса осталось 4 сына, но ни один из них не был совершеннолетним. Хотя двое старших, Фридрих I и Бернхард I были объявлены совершеннолетними, их мать, Катарина Ангальт-Бернбургская, приложила все усилия, чтобы уговорить сыновей прийти к соглашению с саксонскими герцогами. 29 сентября между сторонами был заключен договор, по которому Альбрехт и Венцель продолжат управлять Люнебургом, а после их смерти княжество вернётся к сыновьями Магнуса. Договор был подкреплён браками: Альбрехт женился на Катарине, а её двое старших сыновей должны были жениться на двух дочерях Венцеля.
Но долго пользоваться плодами победы Альбрехту не получилось: в 1385 году он осадил замок Риклинген, в котором засели разбойники, но 28 июня погиб. На месте его предполагаемой гибели был установлен памятник.
Наследников Альбрехт не оставил, поэтому Люнебургское княжество перешло под управление его дяди Венцеля, привлёкшего к управлению своего зятя Бернхарда I Брауншвейгского. Но вскоре у него начались конфликты с Генрихом I, младшим сыном Магнуса II, которые весной 1388 года переросли в новую войну. Во время неё Венцель тяжело заболел и умер. После этого Люнебург перешёл под управление сыновей Магнуса II.
Катарина, вдова Альбрехта, надолго пережила второго мужа. Она умерла в 1390 году.

## Брак и дети
Жена: с 10 ноября 1373 (Ганновер) и 11 мая 1374 (Целле) Катарина Ангальт-Бернбургская (умерла 30 января 1390), дочь Бернхарда III, герцога Ангальт-Бернбургского, вдова Магнуса II, герцога Брауншвейгского. Дети:
- Елена Саксен-Виттенбергская[2].